# Фабриция
Фабрѝция (на италиански: Fabrizia) е село и община в Южна Италия, провинция Вибо Валентия, регион Калабрия. Разположено е на 947 m надморска височина. Населението на общината е 2314 души (към 2012 г.).